# QR-faktorisering
Inom linjär algebra är QR-faktorisering en matrisfaktorisering av en (reell) matris i en ortogonal matris och en triangulär matris.

## Definition
En QR-faktorisering av en reell kvadratisk matris {\displaystyle A} kan uttryckas:
{\displaystyle A=QR}
För en ortogonal matris {\displaystyle Q} och en övertriangulär matris {\displaystyle R}. 
Om {\displaystyle A} istället är komplex är {\displaystyle Q} en unitär matris.
Detta kan generaliseras till att {\displaystyle A} är en matris av format {\displaystyle m\times n} där {\displaystyle m\geq n}, då {\displaystyle Q} är en ortogonal (unitär) matris med format {\displaystyle m\times n} och {\displaystyle R} är en övertriangulär matris med format {\displaystyle n\times n}.

## Beräkning
Det finns flera sätt att beräkna QR-faktoriseringen av en matris. Det vanligaste sättet är genom Gram-Schmidts ortogonaliseringsprocess.

### Genom Gram-Schmidt
Om matrisen {\displaystyle A} har kolonnvektorerna {\displaystyle \mathbf {u_{1}} ,\mathbf {u_{2}} ,...\mathbf {u_{n}} } som är linjärt oberoende, kan man genom Gram-Schmidts ortogonaliseringsprocess bestämma vektorer {\displaystyle \mathbf {v_{1}} ,\mathbf {v_{2}} ,...\mathbf {v_{n}} } som är ortogonala. De gamla {\displaystyle \mathbf {u} }-vektorerna kan nu skrivas som linjärkombinationer av de nya {\displaystyle \mathbf {v} }-vektorerna:
{\displaystyle \mathbf {u_{1}} =r_{11}\mathbf {v_{1}} }
{\displaystyle \mathbf {u_{2}} =r_{12}\mathbf {v_{1}} +r_{22}\mathbf {v_{2}} }
{\displaystyle ...}
{\displaystyle \mathbf {u_{n}} =r_{1n}\mathbf {v_{1}} +...+r_{nn}\mathbf {v_{n}} }
Om vi nu placerar våra {\displaystyle r}-värden i en matris, {\displaystyle R}, och de ortogonala vektorerna i en annan matris, {\displaystyle Q}, kan vi uttrycka den gamla matrisen {\displaystyle A} som produkten av dessa:
{\displaystyle A=QR={\begin{pmatrix}&&&\\\mathbf {v_{1}} &\mathbf {v_{2}} &\ldots &\mathbf {v_{n}} \\&&&\end{pmatrix}}{\begin{pmatrix}r_{11}&r_{12}&\ldots &r_{1n}\\0&r_{22}&\ldots &r_{2n}\\\vdots &\vdots &\ddots &\vdots \\0&0&\ldots &r_{nn}\end{pmatrix}}}
Då {\displaystyle \mathbf {v} }-vektorerna är ortogonala är {\displaystyle Q} ortogonal (unitär om vektorerna är komplexa). 
För att få {\displaystyle r}-värdena kan man lösa dem ur ortogonaliseringsprocessen man gör, eller så använder man sig av faktumet att:
{\displaystyle R=IR=Q^{H}QR=Q^{H}A\,}
Så att {\displaystyle R} kan beräknas genom en enkel matrismultiplikation ({\displaystyle Q^{H}} står för det hermiteska konjugatet till {\displaystyle Q}, som i det reella fallet är samma sak som transponat).

### Med Householderreflektioner
En Householdertransformation är en linjär avbildning som reflekterar en vektor i ett hyperplan. Detta kan användas till att QR-faktorisera en matris. Denna metod är numeriskt stabilare än Gram-Schmidt-metoden och har en tidskomplexitet på {\displaystyle O(n^{3})}.
För beräkningen tas speciella Householdertransformationer fram. Man utgår från en vektor {\displaystyle \mathbf {x} } och tar ett tal a så att {\displaystyle \|\mathbf {x} \|=|a|}. Om QR-faktoriseringen görs med flyttalsberäkningar och vektorn är reell bör a väljas med motsatt tecken från första elementet i vektorn {\displaystyle \mathbf {x} }, om vektorn är komplex bör a väljas genom:
{\displaystyle a=-\|x\|e^{i\arg x_{1}}.}
Sedan konstrueras Householdertransformationen Q på följande sätt ({\displaystyle \mathbf {e} _{1}} är vektorn {\displaystyle (1,0,...,0)^{T}}):
{\displaystyle \mathbf {u} =\mathbf {x} -a\mathbf {e} _{1}}
{\displaystyle \mathbf {v} ={\frac {\mathbf {u} }{\|\mathbf {u} \|}}}
{\displaystyle Q=I-2\mathbf {vv} ^{H}.}
För att QR-faktorisera m×n-matrisen A, konstruerar man en Householdertransformation Q1 enligt ovan från första kolonnen i A. Man får då
{\displaystyle Q_{1}A={\begin{pmatrix}a_{1}&c_{12}&\ldots &c_{1m}\\0\\\vdots &&A'\\0\end{pmatrix}}}
Man kan sedan konstruera en ny Householdertransformation {\displaystyle Q_{2}'} från första kolonnen i {\displaystyle A'} ({\displaystyle A'} fås genom att plocka bort första kolonnen och första raden i {\displaystyle Q_{1}A}). Eftersom man vill verka på matrisen {\displaystyle Q_{1}A} och inte {\displaystyle A'} så tar man matrisen {\displaystyle Q_{2}'} och fyller ut den. För ett generellt steg i QR-faktoriseringen får man matrisen:
{\displaystyle Q_{k}={\begin{pmatrix}I_{k-1}&0\\0&Q_{k}'\end{pmatrix}}}
Vid multiplikation med Q2 fås alltså en matris {\displaystyle Q_{2}Q_{1}A} som är lika stor som A. Ur denna matris läser man ut {\displaystyle A''} som är två steg mindre än A, tar den första kolonnen och konstruerar {\displaystyle Q_{3}'} varur man konstruerar Q3 enligt ovan.
Sedan upprepas detta {\displaystyle k=\min(m-1,n)} steg, då man fått
{\displaystyle R=Q_{k}Q_{k-1}...Q_{1}A}
där R är övertriangulär och
{\displaystyle Q=Q_{1}Q_{2}...Q_{k}}
är en unitär matris (eftersom Householdertransformationer är unitära). Alltså är {\displaystyle A=QR} en QR-faktorisering av A.

## Tillämpningar

### Minsta kvadrat-lösningar
Om man ska hitta minsta kvadrat-lösningen till ett ekvationssystem givet av ekvationen {\displaystyle A\mathbf {x} =\mathbf {b} } förenklas detta om {\displaystyle A} är QR-faktoriserad. Lösningen ges i vanliga fall av
{\displaystyle A^{H}A\mathbf {x} =A^{H}\mathbf {b} }
Om {\displaystyle A=QR} ger vänsterledet
{\displaystyle A^{H}A\mathbf {x} =(QR)^{H}QR\mathbf {x} =R^{H}Q^{H}QR\mathbf {x} =R^{H}R\mathbf {x} }
och högerledet
{\displaystyle A^{H}\mathbf {b} =(QR)^{H}\mathbf {b} =R^{H}Q^{H}\mathbf {b} }
så att ekvationen blir
{\displaystyle R^{H}R\mathbf {x} =R^{H}Q^{H}\mathbf {b} \Rightarrow R\mathbf {x} =Q^{H}\mathbf {b} }
som är ett väldigt lättlöst ekvationsysstem eftersom {\displaystyle R} är triangulär.

### Determinanter, egenvärden och singulärvärden
Om A är en kvadratisk matris av storlek n som är QR-faktoriserad, {\displaystyle A=QR}, då det ur räknelagarna för determinanten att
{\displaystyle \det A=\det Q\det R.\,}
Eftersom Q är unitär är {\displaystyle |\det Q|=1}, vilket ger:
{\displaystyle |\det A|=|\det R|=\left|\prod _{i}^{n}r_{ii}\right|}
där {\displaystyle r_{ii}} är värdena i R:s diagonal. Då man även vet att determinanten av A är produkten av A:s egenvärden följer det att
{\displaystyle \left|\prod _{i=1}^{n}\lambda _{i}\right|=\left|\prod _{i=1}^{n}r_{ii}\right|}
där {\displaystyle \lambda _{i}} är A:s egenvärden.
Man kan generalisera resonemanget ovan till att gälla matriser A som inte är kvadratiska, då man från egenskaper hos singulärvärdesfaktoriseringen får att:
{\displaystyle \prod _{i}\sigma _{i}=\left|\prod _{i}r_{ii}\right|}
där {\displaystyle \sigma _{i}} är A:s singulärvärden.